# Wendy – Der Film
Wendy – Der Film ist ein deutscher Kinderfilm aus dem Jahr 2017, der auf der Pferdezeitschrift Wendy basiert. 2018 folgte Wendy 2 – Freundschaft für immer.

## Handlung
Die 12-jährige Wendy zieht über die Sommerferien mit ihren Eltern auf den etwas in die Jahre gekommenen Reiterhof „Rosenborg“ ihrer Oma Herta. Der Reiterhof steht in Konkurrenz zu einem viel moderneren Hof namens „St. Georg“, der ganz in der Nähe steht und von Ulrike Immhof geführt wird.
Wendy war früher einmal eine begeisterte Reiterin gewesen, hatte jedoch einen schweren Unfall und sich seit dem nicht mehr auf ein Pferd getraut. Nachdem ihr jedoch das verwundete Pferd Dixie über den Weg läuft, das vom Schlachter abgehauen ist, entwickelt Wendy mit ihm eine Freundschaft, die vielleicht sogar nützlich für den Hof „Rosenborg“ werden könnte.

## Hintergrund

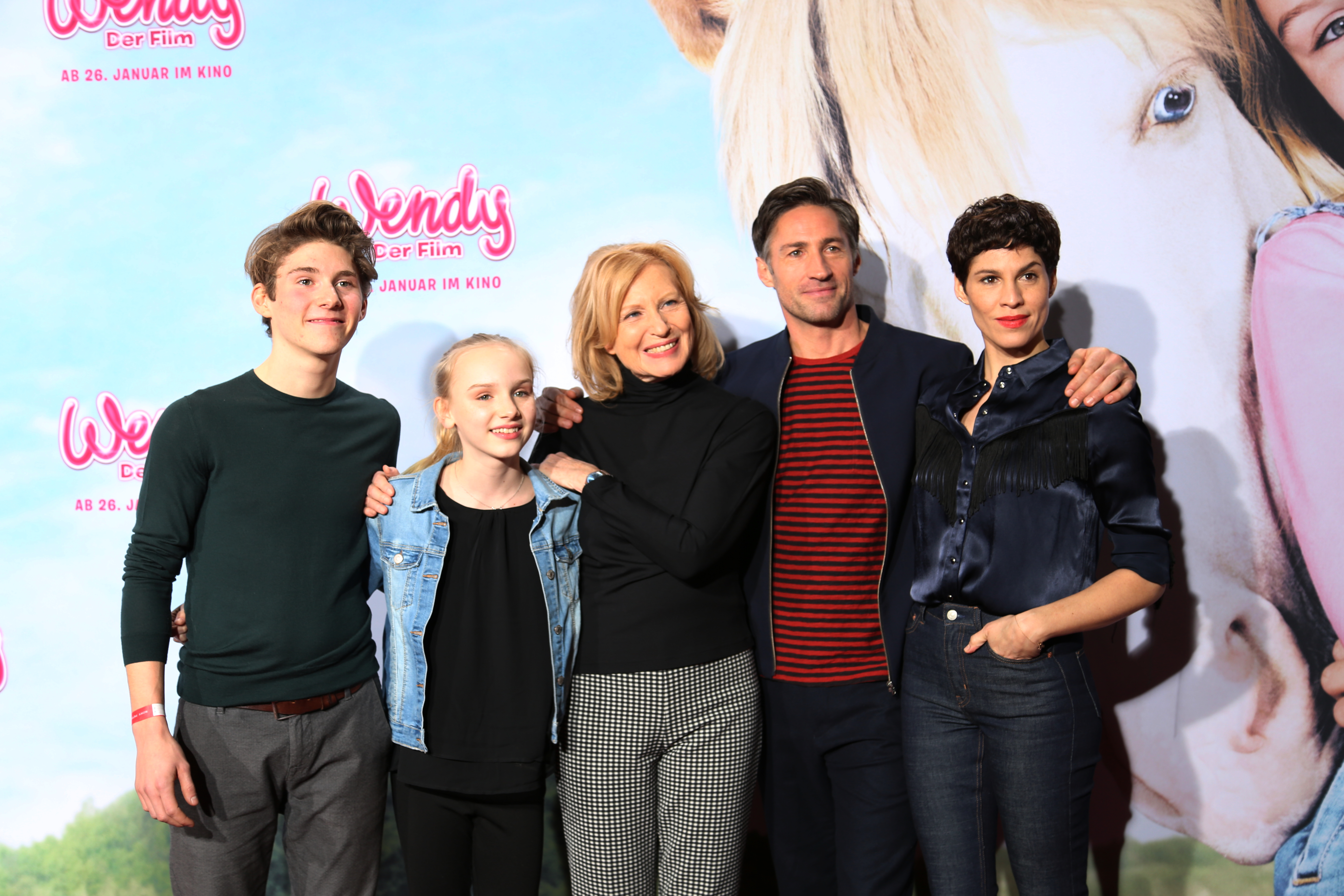
V. l. n. r.:Julius Hotz, Jule Hermann, Maren Kroymann, Benjamin Sadler, und Jasmin Gerat bei der Premiere des Films im Januar 2017.

Der Film basiert auf der 3-wöchentlich erscheinenden Pferdezeitschrift Wendy und wurde von Regisseurin Dagmar Seume verwirklicht. In der Hauptrolle ist die Kinderdarstellerin Jule Hermann zu sehen. Für das Pferd Dixie wurde das Pferd Larimar eingesetzt, das bereits im Film Ostwind 2 vor der Kamera stand.
Gedreht wurde ab dem 14. Juni 2016 überwiegend auf dem Gut Asperschlag in der Nähe der nordrhein-westfälischen Kreisstadt Bergheim.
Der Film kam am 26. Januar 2017 in die Kinos.

## Soundtrack
Einen Tag nach der Erstausstrahlung erschien der Soundtrack:
1. Madeline Juno – Für immer
2. Mark Forster – Chöre
3. Lina feat. Louis Held – Egal
4. 3A – Sind wir Freunde?
5. Namika – Coole Katze
6. Glasperlenspiel – Echt
7. Wendy – Es geht los
8. Die Lochis – Ab geht’s
9. Namika – Kompliziert
10. Johannes Oerding – Einfach nur weg
11. Wendy – Und Action!
12. Frida Gold – Wir sind zuhaus (Madizin Single Mix)
13. Tim Bendzko – Leichtsinn
14. Lina – Ohne dieses Gefühl
15. Die Lochis – Lieblingslied
16. Jule Hermann – Durch dick und dünn
17. Jule Hermann – Durch dick und dünn (Karaoke Version)
18. Madeline Juno – Für immer (Karaoke Version)[4]

## Rezension
Der Film erhielt von Kritikern eher negative Bewertungen. Bis zum 20. Juli 2017 haben 610.924 Personen den Film gesehen – damit ist er auf Platz 3 der erfolgreichsten deutschen Filme 2017.

„Trotz ambitionierter Kameraarbeit und vertrauter Zielgruppenthemen hapert es vor allem an der Beschreibung der Gefühle zwischen Mensch und Vierbeiner, wobei eigentlich durchaus spannende Handlungsfäden allzu lapidar abgewickelt werden.“